# Pleurophoma arabidis
Pleurophoma arabidis är en svampart som beskrevs av H. Ruppr. 1958. Pleurophoma arabidis ingår i släktet Pleurophoma, divisionen sporsäcksvampar och riket svampar.   Inga underarter finns listade i Catalogue of Life.